# 1805 aux échecs
| Années des échecs : 1802 - 1803 - 1804 - 1805 - 1806 - 1807 - 1808    |
| Décennies des échecs : 1770 - 1780 - 1790 - 1800 - 1810 - 1820 - 1830 |

Cet article présente les faits marquants de l'année 1805 aux échecs.

## Matchs amicaux
- Jacob Sarratt devient le meilleur joueur anglais et le restera jusqu’à sa mort en 1819 [1].

## Divers
- Johann Nepomuk Maelzel achète le Turc mécanique et lance une nouvelle série de représentations[1].
- En septembre est publié le premier livre d’échecs américain, publié par William Pelham[1],[Note 1].

## Naissances
- 9 juillet : József Szén, membre fondateur du club d’échecs de Budapest[1].
- Né en 1805 ou 1810 : Eugène Rousseau